# El Moro
El Moro is een plaats in het Argentijnse bestuurlijke gebied Lobería in de provincie Buenos Aires. 